# Komuna e Topojanit
Komuna e Topojanit är en kommun i Albanien.   Den ligger i prefekturen Qarku i Kukësit, i den norra delen av landet, 90 km nordost om huvudstaden Tirana.
Omgivningarna runt Komuna e Topojanit är en mosaik av jordbruksmark och naturlig växtlighet.  Runt Komuna e Topojanit är det ganska tätbefolkat, med 58 invånare per kvadratkilometer.